# Gugal-dong
Gugal-dong (koreanska: 구갈동) är en stadsdel i staden Yongin i provinsen Gyeonggi, i den nordvästra delen av Sydkorea, 30 km söder om huvudstaden Seoul. Den ligger i stadsdistriktet Giheung-gu.